# 花坪村
花坪村位於大嶼山花坪灣。是一條原居民鄉村。

## 歷史
花坪村曾經有十戶村民居住，以養雞為主。大部分村民已經遷出。
新鴻基地產於2002年時以5,000萬收購花坪村前面沙灘花坪灣同花坪村部分村屋改建為「藍鯨灣」渡假勝地，原用作馬灣珀麗灣住戶的私人沙灘，不過自規劃署指此舉違反土地用途，加上位置偏僻，現已荒廢。